# Thriller (песня)
«Thriller» — четвёртая песня и седьмой сингл из альбома американского исполнителя Майкла Джексона Thriller. Она была написана Родом Темпертоном, спродюсирована Куинси Джонсом и выпущена лейблом Epic Records 12 ноября 1983 года в большинстве стран и 23 января 1984 — в США. Впоследствии «Thriller» вошла в многочисленные сборники лучших песен Джексона, такие как HIStory, Number Ones, The Essential и This Is It. Сингл достиг 4-го места в чарте Billboard Hot 100 и занял лидирующие позиции в ряде других стран. На «Thriller» было снято весьма успешное 14-минутное музыкальное видео, вдохновлённое фильмами ужасов 1950-х годов. В 1984 году оно получило несколько наград MTV Video Music Awards, а в 2009 году было внесено в национальный реестр фильмов, став первым музыкальным видео, попавшим в Библиотеку Конгресса.

## История создания

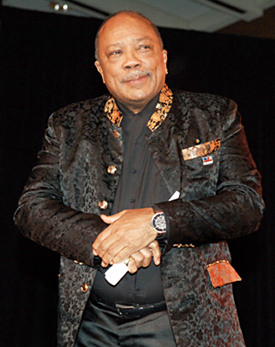
Продюсер Thriller Куинси Джонс

Песня была написана английским композитором Родом Темпертоном и спродюсирована американским дирижёром и аранжировщиком Куинси Джонсом. Первая её версия носила название «Starlight», по другим данным — «Starlight Love». Примечательно, что изначальный припев композиции — «Starlight! Starlight sun…» — в окончательной версии изменился практически на противоположный по своему смыслу — «Thriller! In the night…». Автор «Thriller» Род Темпертон прокомментировал это так:

Первоначально, когда я сделал своё демо «Thriller», я назвал его «Starlight». Куинси сказал мне: «Тебе удалось придумать название для предыдущего альбома, давайте посмотрим, что ты сможешь придумать для этого». Я воскликнул: «О, отлично», вернулся в отель, написал две или три сотни названий, и остановился на «Midnight Man». На следующее утро я проснулся и тут же произнёс это слово [Thriller]… Что-то у меня в голове просто сказало, что оно и станет названием".Оригинальный текст (англ.)Originally, when I did my Thriller demo, I called it Starlight. Quincy said to me, 'You managed to come up with a title for the last album, see what you can do for this album.' I said, 'Oh great,' so I went back to the hotel, wrote two or three hundred titles, and came up with the title 'Midnight Man'. The next morning, I woke up, and I just said this word... Something in my head just said, this is the title.
— 
Во время работы над «Thriller» Темпертон заявил, что он «всегда представлял себе разговорную секцию в конце песни», но не представлял, как это сделать, пока не решил «найти кого-то, чей голос был бы известен в жанре хоррор». Тогда жена Куинси Пегги Липтон, близко знавшая Винсента Прайса, предложила актёру прочесть несколько строчек в конце «Thriller», на что Прайс ответил согласием.

## Запись

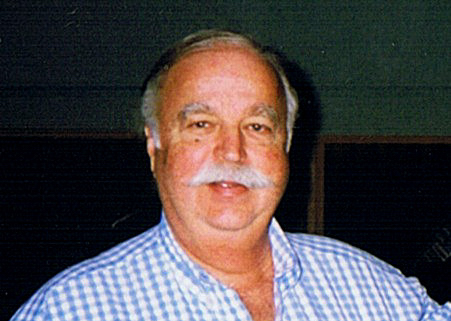
Звукорежиссёр песни Брюс Свиден

«Thriller», наряду с другими песнями из одноимённого альбома, была записана Джексоном в течение восьми недель в 1982 году на студии Westlake Recording Studios на бульваре Санта-Моника в Лос-Анджелесе, штат Калифорния. Звукорежиссёр песни Брюс Свиден о первом дне в Westlake Recording Studios:

Куинси повернулся к нам и сказал: «Окей, парни, мы здесь для того, чтобы спасти индустрию звукозаписи.» Он имел в виду, что сейчас это довольно большая ответственность. Вот почему эти альбомы, особенно Thriller, звучат так потрясающе. Основной причиной является то, что каждый, кто работал над проектом, работал на 150 процентов… Куинси как режиссёр фильма и я как оператор, и вся эта работа Куинси по подбору людей. Куинси может найти людей и вдохновить нас делать то, что мы делали.Оригинальный текст (англ.)Quincy turned to us and he said, 'OK guys, we’re here to save the recording industry.' Now that’s a pretty big responsibility — but he meant it. And that’s why those albums, and especially 'Thriller', sound so incredible. The basic thing is, everybody who was involved gave 150 percent … Quincy’s like a director of a movie and I’m like a director of photography, and it’s Quincy’s job to cast [it]. Quincy can find the people and he gives us the inspiration to do what we do.
— 
Свиден и Джонс вспоминали, как Винсент Прайс записал свой голос за кадром всего за два дубля, и Джонс, знавший, как трудно говорить в песне, очень хвалил уже немолодого Винсента и называл его работу «невероятной». Свиден также рассказал, как он перепробовал разные способы записи вокальных партий Майкла и в конце концов попросил певца отойти от микрофона, что существенно изменило акустику в комнате и дало вокалу Майкла уникальный характер. В ходе подобных экспериментов некоторые партии бэк-вокала были записаны в душевой кабине Westlake Recording Studios.

## Особенности композиции
«Thriller» играется в тональности до-диез минор в умеренно-оживлённом темпе. В оригинальной фонограмме песни, особенно в линии баса, можно найти сходство с ритм-н-блюз песней Рика Джеймса «Give It to Me Baby» 1981 года. Для записи «Thriller» были использованы такие инструменты, как синтезатор, электрогитара, труба, флюгельгорн, саксофон, флейта и тромбон. На протяжении всей песни присутствуют звуковые эффекты: скрип двери, гром, шум ветра, вой собаки, скрип деревянных половиц и другие. Редактор звуковых эффектов «Thriller» Брюс Кэннон, подбиравший материал у своих коллег, сказал об этом следующее:

Я обошёл так много звуковых редакторов. <…> Это были очень хорошие редакторы и я думаю, что некоторые эффекты они записали сами. Вещи вроде вспышек молнии может были из старых фильмов Голливуда — мы никогда не узнаем, из каких — но лучшие редакторы звуковых эффектов выходят в пустыню и находят там койота, так что я чувствую, что вой был настоящий.Оригинальный текст (англ.)I went to as many sound editors. <…> These were really good editors and I think they recorded some of the effects themselves. Things like the lightning may have come from old Hollywood movies — we’ll never know which movies — but the best sound-effects editors do go out in the desert and find a coyote, so I have a feeling that was a real howl…

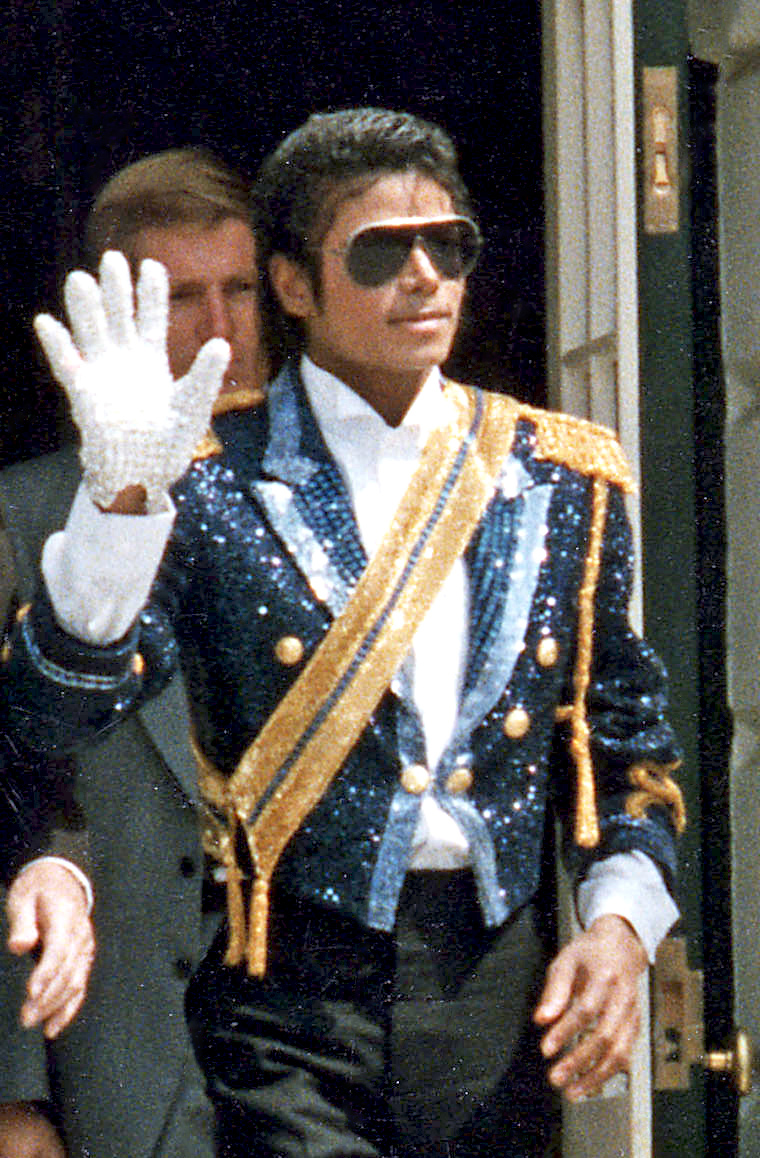
Майкл Джексон в 1984 году

— 

## Критические оценки
«Thriller» был положительно встречен современными музыкальными критиками. Рецензент Spinner Эшли Ясимоне отметила, что песня, «с её басовой линией и убийственным вокалом Майкла» стала визитной карточкой для исполнителя. Критик The New York Times Джон Паралес заявил, что именно «Thriller», наряду с «Billie Jean», «Beat It» и «Wanna Be Startin’ Somethin’» сделал альбом Thriller хитом для всего мира, а музыкальное видео «Thriller» стало отождествляться у слушателей с самим Джексоном. Энн Пауэрс из Los Angeles Times написала, что песня как будто «поднялась из какой-нибудь детской страшной сказки».
Автор новостей для ABC Лючина Фишер назвала «Thriller» песней, «вышедшей за границы музыкальных жанров, будь то поп, рок, ритм-н-блюз или что-то другое». Том Юинг из Pitchfork в обзоре Thriller 25 отметил «шуточный хоррор „Thriller“, переходящий в хедбэнгинговую гитарную „Beat It“». Дэниэл Дачхолз на страницах Billboard написал, что аудиотрек «Thriller» «стал классическим фильмом ужасов» ещё до известного видеоклипа. Критик описал песню как «Яркое монструозное месиво авторства Рода Темпертона с ужасным, но весёлым текстом, звуковыми эффектами жутких шагов, волчьего воя и хлопанья дверей, а также неизгладимой декламацией актёра Винсента Прайса».
Штатный сотрудник Sputnikmusic Тайлер Фишер в своей рецензии назвал песню «Thriller» «более известной, чем танцевальные движения и музыкальное видео» и «настолько эпичной, насколько это только возможно в поп-песне». Критик также заявил, что «Thriller», наряду с «Beat It» и «Billie Jean» «даже на сегодняшний день остаются величайшими поп-песнями всех времён». После смерти Майкла радио-блог AOL опубликовал список «10 лучших песен Майкла Джексона», в котором «Thriller» заняла первое место.

## Коммерческий успех
Выйдя 23 января 1984 года как седьмой и последний сингл с Thriller, песня сразу же попала в первую десятку Billboard Hot 100. На следующую неделю «Thriller» поднялась до 7-го места, а ещё неделю спустя — до 4-го места. Песня также заняла первые строчки в чартах Бельгии и Испании, продержавшись в хит-парадах в общей сложности 10 и 61 неделю соответственно. 4 декабря 1989 года сингл был сертифицирован платиновым диском Американской ассоциацией звукозаписывающих компаний за продажу более, чем 1 миллиона физических носителей песни в США. Всплеск интереса к творчеству Джексона после его смерти, наряду с современными возможностями цифрового распространения привели к тому, что на 2012 год было куплено более, чем 3 160 000 цифровых копий «Thriller».

## Музыкальное видео

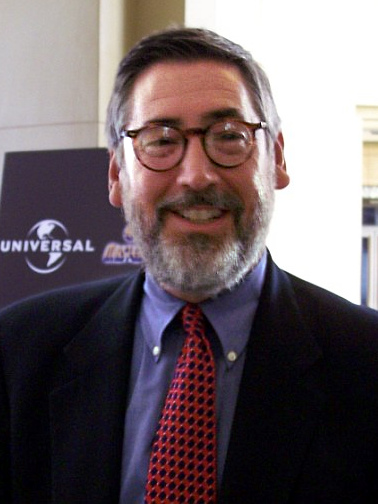
Режиссёр «Michael Jackson’s Thriller» Джон Лэндис

Видеоклип, известный как «Michael Jackson’s Thriller», снимался американским режиссёром Джоном Лэндисом в разных местах Нью-Йорка и Лос-Анджелеса. Назывался различный бюджет съёмок, от 800 000 до 1 000 000 долларов, сам же режиссёр заявил, что на создание «Michael Jackson’s Thriller» было потрачено всего 500 000 долларов. Впоследствии клип вошёл в сборники Michael Jackson’s Vision и HIStory on Film, Volume II, видео-версии альбомов Number Ones и Thriller 25 и другие издания. Сразу после появления «Michael Jackson’s Thriller» вышел 45-минутный документальный фильм «Making Michael Jackson’s Thriller», пропускающий зрителя за кулисы создания музыкального видео. Канал MTV, транслировавший в то время «Michael Jackson’s Thriller», заплатил 250 000 долларов за эксклюзивные права на показ документального фильма, канал Showtime — 300 000 долларов за права трансляции «Making Michael Jackson’s Thriller» по кабельному телевидению, а компания Vestron Video — 500 000 долларов за права продажи видеокассеты с фильмом.
Сам Майкл Джексон сказал о «Michael Jackson’s Thriller» следующее:

Моей идеей было создание короткого фильма с беседой… Мне нравится, когда есть начало, середина и конец, из которых складывается история. Я очень активно участвую в разработке и создании пьесы. Она должна быть, знаете ли, моей душой. Обычно, знаете ли, это интерпретация музыки… Работать с ней нужно очень аккуратно, я помню свой первоначальный подход: «Как можно заставить танцевать зомби и монстров так, чтобы они не были комичными?» И я сказал: «Мы просто должны правильно поставить движения, чтобы они не стали чем-то, что рассмешит вас.» Просто нужно подняться на другой уровень. Так я попал в комнату с хореографом Майклом Питерсом, и он и я вместе представляли, как бы эти зомби двигались, строя лица перед зеркалом.Оригинальный текст (англ.)My idea was to make this short film with conversation … I like having a beginning and a middle and an ending, which would follow a story. I’m very much involved in complete making and creating of the piece. It has to be, you know, my soul. Usually, you know, it’s an interpretation of the music. […] It was a delicate thing to work on because I remember my original approach was, 'How do you make zombies and monsters dance without it being comical?' So I said, 'We have to do just the right kind of movement so it doesn’t become something that you laugh at.' But it just has to take it to another level. So I got in a room with [choreographer] Michael Peters, and he and I together kind of imagined how these zombies move by making faces in the mirror.
— 

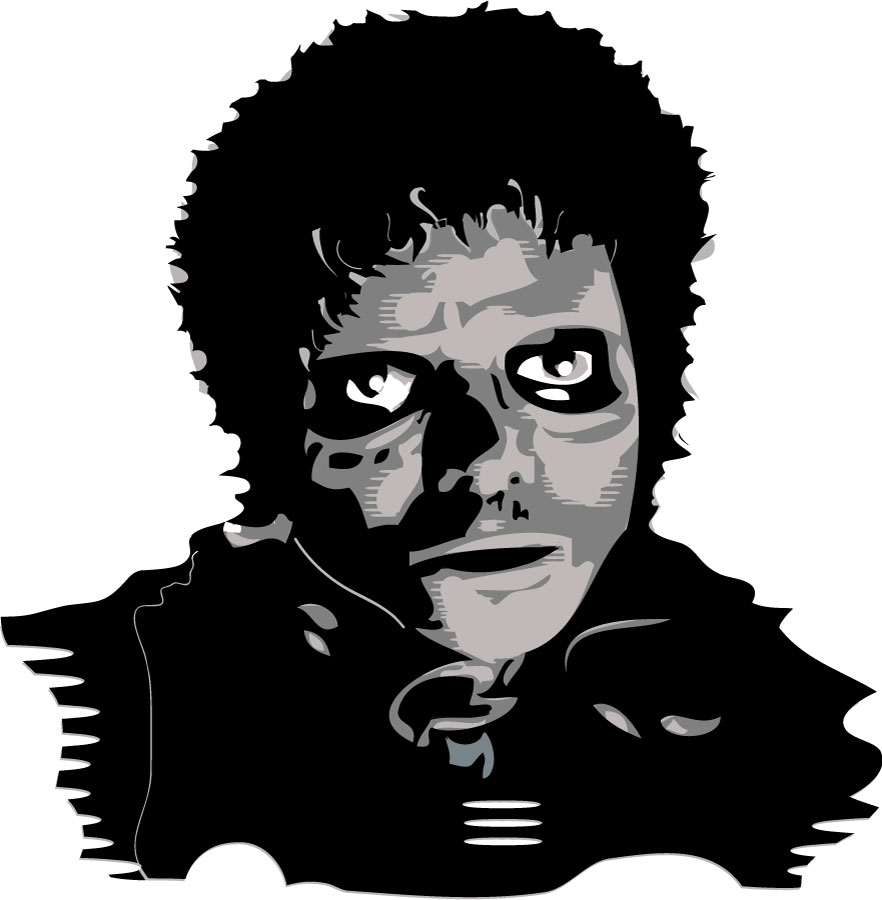
Майкл Джексон в образе зомби

Клип представляет собой фильм ужасов, снятый в стилистике 1950-х годов. В нём молодой человек по имени Майкл (роль Джексона) и его безымянная подруга (в исполнении Олы Рэй) приезжают на автомобиле в тёмный лес, где Майкл предлагает подруге стать его девушкой и преподносит ей кольцо. Подруга с радостью соглашается, но Майкл также предупреждает её, что у него есть и «другая» сущность. Его освещает полная луна, и Майкл превращается в оборотня и с жутким воем и рычанием гонится за девушкой. Сцена сменяется и оказывается, что погоня происходила всего лишь на экране кинотеатра, в фильме под названием «Thriller». Майкл и девушка идут по туманной дороге, и Майкл поёт строчки из песни. Они проходят мимо кладбища, из которого выходят ожившие мертвецы, а за кадром звучит монолог Винсента Прайса. Майкл превращается в одного из оживших мертвецов и исполняет вместе с ними танцевальный номер, после чего вновь начинает преследовать девушку. Она скрывается в заброшенном доме, но Майкл-зомби находит её и хватает за горло, после чего девушка просыпается и понимает, что всё происходящее было только сном. Майкл предлагает отвезти девушку домой, и она с радостью соглашается, после чего Майкл устрашающе смотрит в камеру жёлтыми глазами оборотня.
Реакция на видео была как положительной, так и отрицательной. Например, Томас Редекки из Los Angeles Times заметил: «Нетрудно представить себе, как молодой зритель после просмотра „Thriller“ говорит: „Ну и дела, раз Майкл Джексон может терроризировать свою подругу, почему я не могу?“». Тем не менее, в 1984 году «Michael Jackson’s Thriller» был номинирован на шесть наград MTV Video Music Awards и получил три из них: «Лучшее исполнение», «Лучшая хореография» и «Выбор зрителей». В 1999 году клип занял первое место в списке MTV «100 лучших видео, когда-либо созданных», в 2001 году — вошёл в список «100 лучших видео» по версии канала VH1, а в 2011 году — был назван одним из «30 лучших музыкальных видео всех времён» по версии журнала Time.

## Концертное исполнение

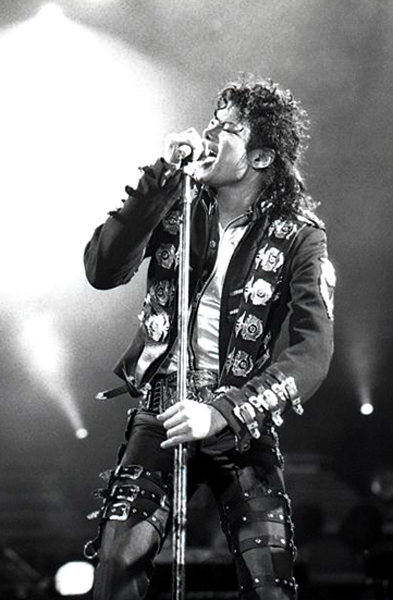
Во время Bad World Tour

Майкл Джексон исполнял «Thriller» на всех (трёх) своих мировых гастролях. Песню планировалось включить в тур The Jacksons Victory 1984 года, но к тому времени концертное исполнение было ещё недостаточно освоено Джексоном и ему не нравилось, как звучит «Thriller» в прямом эфире. Песня регулярно исполнялась Майклом во время его первого сольного тура Bad World Tour. Эти гастроли длились 16 месяцев, с 1987 по 1989 год, и «Thriller» была исполнена в общей сложности 123 раза.
В следующий раз песня была включена в Dangerous World Tour. Исполняя «Thriller» во время этого тура, Джексон, как правило, ближе к концу песни менялся местами с танцором в маске, который завершал песню за него. В это время исполнитель готовился к песне «Billie Jean» и сразу по окончании «Thriller» он уже появлялся на верхнем этаже сцены, переодетый для исполнения «Billie Jean». Dangerous World Tour начался в 1992 году и должен был продолжаться в течение всего 1993 года, но в итоге Майкл остановил гастроли после 69 выступлений в связи с ухудшившимся состоянием своего здоровья и стрессом, перенесённым вследствие необоснованных обвинений в сексуальном надругательстве над несовершеннолетними. Также песня была на бесплатном концерте в Брунее в 1996 году. В последний раз «Thriller» исполнялась во время HIStory World Tour, на каждом из 82 концертов этих гастролей. Как и в случае с Dangerous World Tour, ближе к концу песни Джексона заменял дублёр, переодетый в зомби, в то время, как музыкант готовился к исполнению «Beat It».
«Thriller» также планировалось включить в тур из 50 концертов под называнием This Is It, который должен был проходить в период с 2009 по 2010 год. Для исполнения песни Майкл планировал с помощью 3D-технологий создать для сцены особый «кладбищенский» фон. Гастроли This Is It не состоялись в связи со смертью исполнителя.

## Список композиций
7" (номер в каталоге Epic Records — A-3643)
| №  | Название                     | Длительность |
| -- | ---------------------------- | ------------ |
| 1. | «Thriller»                   | 4:37         |
| 2. | «Things I Do for You» (Live) | 3:31         |

12" (номер в каталоге Epic Records — 12-3643)
| №  | Название                     | Длительность |
| -- | ---------------------------- | ------------ |
| 1. | «Thriller» (Long Version)    | 5:57         |
| 2. | «Thriller»                   | 4:05         |
| 3. | «Things I Do for You» (Live) | 3:31         |

CD (номер в каталоге Epic Records — 88697-18009-2)
| №  | Название                                   | Длительность |
| -- | ------------------------------------------ | ------------ |
| 1. | «Thriller» (Remixed Short Version)         | 4:08         |
| 2. | «Can’t Get Outta the Rain» (Album Version) | 4:09         |

## Участники записи
| - Майкл Джексон — вокал, бэк-вокал, драм-машина - Винсент Прайс — голос за кадром - Род Темпертон — синтезатор, текст, аранжировка - Грег Филлингейнс — синтезатор - Брайан Бэнкс — синтезатор - Дэвид Уильямс — электрогитара - Джерри Хей — труба, флюгельгорн, аранжировка | - Гэри Грант — труба, флюгельгорн - Ларри Уильямс — саксофон, флейта - Билл Рейхенбах — тромбон - Брюс Кэннон — звуковые эффекты - Брюс Свиден — звуковые эффекты, звукозапись - Энтони Маринелли — программирование - Куинси Джонс — продюсирование |

## Позиции в хит-парадах и сертификации

### Позиции в чартах
| Страна         | Место |
| -------------- | ----- |
| Австралия      | 3     |
| Австрия        | 5     |
| Бельгия        | 1     |
| Великобритания | 10    |
| Дания          | 25    |
| Ирландия       | 4     |
| Испания        | 1     |
| Италия         | 2     |
| Канада         | 3     |
| Нидерланды     | 4     |
| Новая Зеландия | 6     |
| Норвегия       | 7     |
| Польша         | 7     |
| США            | 4     |
| Финляндия      | 11    |
| Франция        | 35    |
| Швейцария      | 3     |
| Швеция         | 10    |

| Чарт (1984)                     | Позиция |
| ------------------------------- | ------- |
| США (Billboard Top Pop Singles) | 78      |

| Страна         | Статус         |
| -------------- | -------------- |
| Австралия      | 6× Платиновый  |
| Великобритания | Платиновый     |
| Дания          | Золотой        |
| Испания        | 2× Платиновый  |
| Италия         | Платиновый     |
| Мексика        | 4× Платиновый  |
| США            | Бриллиантовый* |
| Франция        | Платиновый     |